# Nationaltheater (Monaco di Baviera)
Il Nationaltheater (Teatro Nazionale) è un teatro di Monaco di Baviera, sito nella Max-Joseph-Platz.

## Storia
Il teatro venne commissionato da Massimiliano I e il progetto venne affidato all'architetto Karl von Fischer, che lo ultimò nel 1818.
L'edificio venne distrutto da un incendio nel 1823 e venne riedificato per l'apertura del 23 gennaio 1825, su progetto di Leo von Klenze. In quella particolare situazione, per riedificare il teatro fu autorizzata un'eccezionale tassa su tutta la birra prodotta a Monaco di Baviera. L'edificio venne costruito in stile neoclassico, ispirandosi all'architettura dei templi greci. Anche l'interno del teatro rispetta i canoni della classicità greca. L'auditorium ha una forma circolare ed è decorato in rosso porpora, avorio, oro e azzurro. È circondato da cinque ordini di palchi, con al centro il palco reale.
Il teatro divenne ben presto famoso per le rappresentazioni delle opere di Richard Wagner. Qui, infatti, si tennero le prime di Tristano e Isotta (Tristan und Isolde, 10 giugno 1865), di I maestri cantori di Norimberga (Die Meistersinger von Nürnberg, 21 giugno 1868), de L'oro del Reno (Das Rheingold, 22 settembre 1869), de La Valchiria (Die Wälkure, 26 giugno 1870) e Die Feen (29 giugno 1888).
Durante l'ultima parte del XIX secolo fu Richard Strauss a dare lustro al teatro con le rappresentazioni delle sue opere. Nel 1887 avviene la prima assoluta di Aus Italien di Strauss e il 1º ottobre 1894 viene nominato direttore d'orchestra e artistico del Nationaltheater. Il 1º gennaio 1913 Bruno Walter viene nominato Generalmusikdirektor.
L'edificio venne quasi completamente distrutto durante un bombardamento aereo nella notte del 3 ottobre 1943. Venne ricostruito su progetto di Gerhard Moritz Graubner, che si attenne ai disegni originali di von Fischer, fatta eccezione per una misura interna del teatro, che ha dato luogo ad una sala che era inesistente nel vecchio progetto. Il teatro riaprì il 22 novembre 1963, con la rappresentazione de I maestri cantori di Norimberga. Oggi il teatro è la sede dell'Opera di Stato della Baviera (Bayerische Staatsoper), dell'Orchestra di Stato della Baviera (Bayerische Staatsorchester), del Balletto di Stato della Baviera (Bayerische Staatsballet), nonché del festival lirico Münchner Opernfestspiele, che si svolge ogni anno nel mese di luglio.

## Prime mondiali
L'elenco si riferisce solo alle prime dell'Opera di Stato della Baviera messe in scena al Nationaltheater. L'Opera di Stato della Baviera ha avuto altre prime anche in altri teatri. Anche il "Bayerisches Staatsballett" è stato presentato in anteprima al Nationaltheater.
- 7 ottobre 1849, Benvenuto Cellini di Franz Lachner, Henri Auguste Barbier e Léon de Wailly
- 10 giugno 1865, Tristano e Isotta di Richard Wagner
- 21 giugno 1868, I maestri cantori di Norimberga di Richard Wagner
- 22 settembre 1869, L'oro del Reno di Richard Wagner
- 26 giugno 1870, La Valchiria di Richard Wagner
- 29 giugno 1888, Le Fate di Richard Wagner
- 23 gennaio 1897, Königskinder (Melodrama edition) di Engelbert Humperdinck e Elsa Bernstein
- 10 ottobre 1897, Sarema di Alexander von Zemlinsky, Adolf von Zemlinszky e Arnold Schönberg
- 22 gennaio 1899, Der Bärenhäuter di Siegfried Wagner
- 19 marzo 1906, I quatro rusteghi (Die vier Grobiane) di Ermanno Wolf-Ferrari e Giuseppe Pizzolato (German di Hermann Teibler)
- 11 dicembre 1906, Das Christ-Elflein di Hans Pfitzner e Ilse von Stach
- 4 dicembre 1909, Il segreto di Susanna (Susannens Geheimnis) di Ermanno Wolf-Ferrari e Enrico Golisciani (German di Max Kalbeck)
- 28 marzo 1916, Der Ring des Polykrates di Erich Wolfgang Korngold, Leo Feld e Julius Korngold e Violanta di Erich Wolfgang Korngold e Hans Müller-Einigen
- 30 novembre 1920, Die Vögel di Walter Braunfels (freely adapted from Aristofane)
- 15 novembre 1924, Don Gil von den grünen Hosen di Walter Braunfels (da Tirso de Molina)
- 12 novembre 1931, Das Herz di Hans Pfitzner e Hans Mahner-Mons
- 24 luglio 1938, Il giorno della pace di Richard Strauss, Joseph Gregor e Stefan Zweig
- 5 febbraio 1939, Der Mond di Carl Orff
- 28 ottobre 1942, Capriccio di Richard Strauss e Clemens Krauss
- 27 novembre 1963, Die Verlobung in San Domingo di Werner Egk (da Heinrich von Kleist)
- 1 agosto 1972, Sim Tjong di Yun I-sang e Harald Kunz
- 9 luglio 1978, Lear di Aribert Reimann e Claus H. Henneberg
- 10 maggio 1981, Lou Salomé di Giuseppe Sinopoli e Karl Dietrich Gräwe
- 22 luglio 1985 Le Roi Bérenger (König Bérenger I.) di Heinrich Sutermeister (da Eugène Ionesco)
- 8 novembre 1985, Night di Lorenzo Ferrero e Peter Wehran (da Novalis)
- 25 gennaio 1986, Belshazar di Volker David Kirchner e Harald Weirich
- 7 luglio 1986, Troades di Aribert Reimann e Gerd Albrecht (da Euripides e Franz Werfel)
- 6 luglio 1991, Ubu Rex di Krzysztof Penderecki (da Alfred Jarry)
- 1 luglio 1996, Schlachthof 5 di Hans-Jürgen von Bose (da Kurt Vonnegut)
- 24 maggio 1998, Was ihr wollt di Manfred Trojahn e Claus H. Henneberg
- 30 ottobre 2000, Bernarda Albas Haus di Aribert Reimann (da Federico García Lorca)
- 27 ottobre 2006, Das Gehege di Wolfgang Rihm e Botho Strauß
- 30 giugno 2007, Alice in Wonderland di Unsuk Chin e David Henry Hwang
- 22 febbraio 2010, Die Tragödie des Teufels di Peter Eötvös e Albert Ostermaier
- 27 ottobre 2012, Babylon di Jörg Widmann e Peter Sloterdijk
- 31 gennaio 2016, South Pole di Miroslav Srnka e Tom Holloway